# Mesembrinella benoisti
Mesembrinella benoisti är en tvåvingeart som först beskrevs av Seguy 1925.  Mesembrinella benoisti ingår i släktet Mesembrinella och familjen spyflugor.
Artens utbredningsområde är Franska Guyana. Inga underarter finns listade i Catalogue of Life.